# Romaja
Romaja hay cách ghi tiếng Hàn Quốc (Triều Tiên) bằng chữ latinh là các phương pháp ghi tiếng Triều Tiên bằng chữ cái Latinh. Romaja có nghĩa là "La Mã tự" hay "chữ La Mã". Romaja quốc ngữ là phương pháp nhiều người thường dùng nhất.
Romaja không được nhầm lẫn với "romanization (La-tinh hóa)". Cách viết thứ nhất có thể được áp dụng cho bất kỳ cách sử dụng chữ cái Latinh nào trong văn bản tiếng Hàn - cho dù đối với các từ hoặc tên tiếng Hàn hoặc không phải tiếng Hàn Quốc - trong khi cách viết thứ hai đề cập đến việc viết các từ tiếng Hàn bằng hệ thống chữ Latinh: hoặc là chữ La tinh hóa các từ riêng lẻ trong văn bản tiếng Hàn, hoặc viết toàn bộ văn bản tiếng Hàn bằng hệ thống chữ Latinh.

## Hệ thống
Nhiều lược đồ La tinh hóa đang được sử dụng phổ biến:
- Romaja Quốc ngữ  (RR, cũng được gọi là chữ Hàn Quốc hoặc Ministry of Culture (MC) 2000): Đây là hệ thống La tinh hóa được sử dụng phổ biến nhất và được chấp nhận rộng rãi cho tiếng Hàn. Nó bao gồm các quy tắc cho cả phiên âm và chuyển ngữ. Hàn Quốc hiện chính thức sử dụng hệ thống này đã được phê duyệt vào năm 2000. Biển báo và sách giáo khoa bắt buộc phải tuân theo các quy tắc này càng sớm càng tốt, với chi phí được chính phủ ước tính ít nhất là 500–600 triệu USD.[1] Hầu hết tất cả các biển báo đường bộ, tên các ga đường sắt và tàu điện ngầm trên bản đồ tuyến và biển báo, v.v. đã được thay đổi. Chữ La tinh hóa họ và tên các công ty hiện tại (ví dụ: Hyundai) đã được giữ nguyên; chính phủ khuyến khích sử dụng hệ thống mới cho các tên và các công ty mới.
RR tương tự như MR, nhưng không sử dụng dấu phụ hay dấu nháy đơn, điều này đã giúp nó được chấp nhận rộng rãi trên Internet. Trong trường hợp không rõ ràng, các ranh giới âm tiết chính thống có thể được biểu thị bằng dấu gạch ngang, mặc dù các cơ quan nhà nước dường như chưa bao giờ sử dụng tùy chọn này cho đến gần đây.  Dấu gạch nối trên đường phố và địa chỉ được sử dụng để tách tên riêng và số khỏi chức năng được chỉ định của chúng. Kể từ năm 2014, theo ủy quyền của Đạo luật về địa chỉ tên đường, Korea Post đã chính thức thay đổi hệ thống địa chỉ cũ hơn từ các phân khu theo lô đất thành hệ thống dựa trên đường phố thường xuyên sử dụng dấu gạch nối để phân biệt.[2]  Bộ Nội vụ cũng cung cấp cho công chúng các thông báo dịch vụ và trang web khác nhau cảnh báo về sự thay đổi hướng tới một hệ thống biển báo rõ ràng và đầy đủ phân loại tất cả các đường phố và địa chỉ cá nhân bằng chữ La tinh (trong đó dấu gạch nối là một phần có hệ thống).[3]
- McCune–Reischauer (MR; 1937?): phiên âm đầu tiên để đạt được một số chấp nhận. Một phiên bản sửa đổi nhỏ của MR là hệ thống chính thức cho tiếng Hàn ở Hàn Quốc từ năm 1984 đến năm 2000, tuy nhiên một sửa đổi khác vẫn là hệ thống chính thức ở Triều Tiên. MR sử dụng dấu gạch ngang, dấu lược và dấu chấm, hai cách sau biểu thị ranh giới âm tiết chính thống trong những trường hợp nếu không thì sẽ không rõ ràng.
Một số biến thể của MR, thường còn được gọi là "McCune's and Reischauer's", khác với bản gốc chủ yếu ở chỗ phần cuối từ có được ngăn cách với phần gốc bằng dấu cách, bằng dấu gạch nối hay không; và nếu sử dụng dấu gạch ngang hoặc dấu cách, liệu sự thay đổi âm thanh có được phản ánh trong chữ cái cuối cùng của thân và phụ âm đầu của phần cuối hay không (ví dụ. pur-i với. pul-i). Mặc dù hầu như không liên quan khi phiên âm các từ không được chọn lọc, nhưng các biến thể này phổ biến đến mức bất kỳ đề cập nào về "La-tinh hóa McCune – Reischauer" có thể không nhất thiết phải đề cập đến hệ thống gốc được xuất bản vào những năm 1930. Các chữ La tinh dựa trên MR đã phổ biến trong văn học đại chúng cho đến năm 2000.
- Hệ thống ALA-LC/U.S. Library of Congress hệ thống dựa trên nhưng lệch khỏi MR. Không giống như trong MR, nó giải quyết việc phân chia từ trong bảy trang chi tiết. Các âm tiết của tên đã cho luôn được phân tách bằng dấu gạch nối, điều này rõ ràng là MR không bao giờ thực hiện. Thay đổi âm thanh thường bị bỏ qua hơn trong MR. ALA-LC cũng phân biệt giữa ‘ và ’.[4]
- Yale (1942): Hệ thống này đã trở thành tiêu chuẩn La tinh hóa tiếng Hàn cho các nhà ngôn ngữ học. Độ dài nguyên âm trong cách phát âm cổ hoặc phương ngữ được biểu thị bằng macron.  Trong những trường hợp không rõ ràng, ranh giới âm tiết chính thống được biểu thị bằng dấu chấm. Hệ thống này cũng chỉ ra các phụ âm đã biến mất khỏi chính tả và cách phát âm chuẩn của một từ trong tiếng Hàn.